# Thomas Knopper
Pour les articles homonymes, voir Knopper.
Pas d'image ? Cliquez ici
Thomas Knopper est un pilote automobile néerlandais né le 6 février 1990 à Bilthoven et mort le 9 août 2009 à Liedolsheim (Allemagne), à la suite d'un accident survenu lors du départ de la quatrième manche du championnat allemand de karting (DSKM).

## Biographie
Thomas débute en karting en 2005, obtient le titre de champion des Pays-Bas KZ2 en 2005 et le titre de champion d'Europe KZ2 en 2007.
En 2007, il fait ses débuts en monoplace en Formula Gloria et se classe 14e. En 2008, il s'engage en Formula Renault 2.0 NEC et termine neuvième du championnat.
Il revient au karting en 2009 avec une belle sixième place au championnat d'Europe KZ1 à Wackersdorf.
Thomas Knopper meurt au volant de son karting après avoir fait plusieurs tonneaux et percuté un mur le 9 août 2009 sur le circuit de Liedolsheim, au nord de Karlsruhe.